# Nantyglo
Nantyglo (walisisch: Nant-y-glo) ist eine walisische Kleinstadt in der Community Nantyglo and Blaina in der südwalisischen Principal Area Blaenau Gwent County Borough in den South Wales Valleys. Die Kleinstadt hatte beim Zensus 2011 etwas mehr als 4600 Einwohner.

## Geographie
Nantyglo liegt in den South Wales Valleys in Blaenau Gwent County Borough im Norden der Community Nantyglo and Blaina. Diese besteht neben den beiden Kleinstädten – Nantyglo im Nordteil, Blaina südlich davon – vor allem aus bergigem Gelände. Die Kleinstadt liegt dabei selbst auf 360 Metern Höhe. Neben Blaina im Süden grenzt die Stadt im Norden direkt an Brynmawr, weitere Kleinstädte in der direkten Umgebung sind Ebbw Vale im westlichen und Blaenavon in Torfaen im östlichen Nachbartal. Durch die Kleinstadt verlaufen mehrere, unbenannte kleine Rinnsale, zudem gibt es zwei Seen. Das Stadtgebiet sowie das westliche und östliche Umland inklusive zweier höherer Erhebungen umfasst ein Ward. Nantyglo gehört auf britischer Ebene zum Wahlkreis Blaenau Gwent beziehungsweise zu dessen walisischem Pendant.

## Geschichte

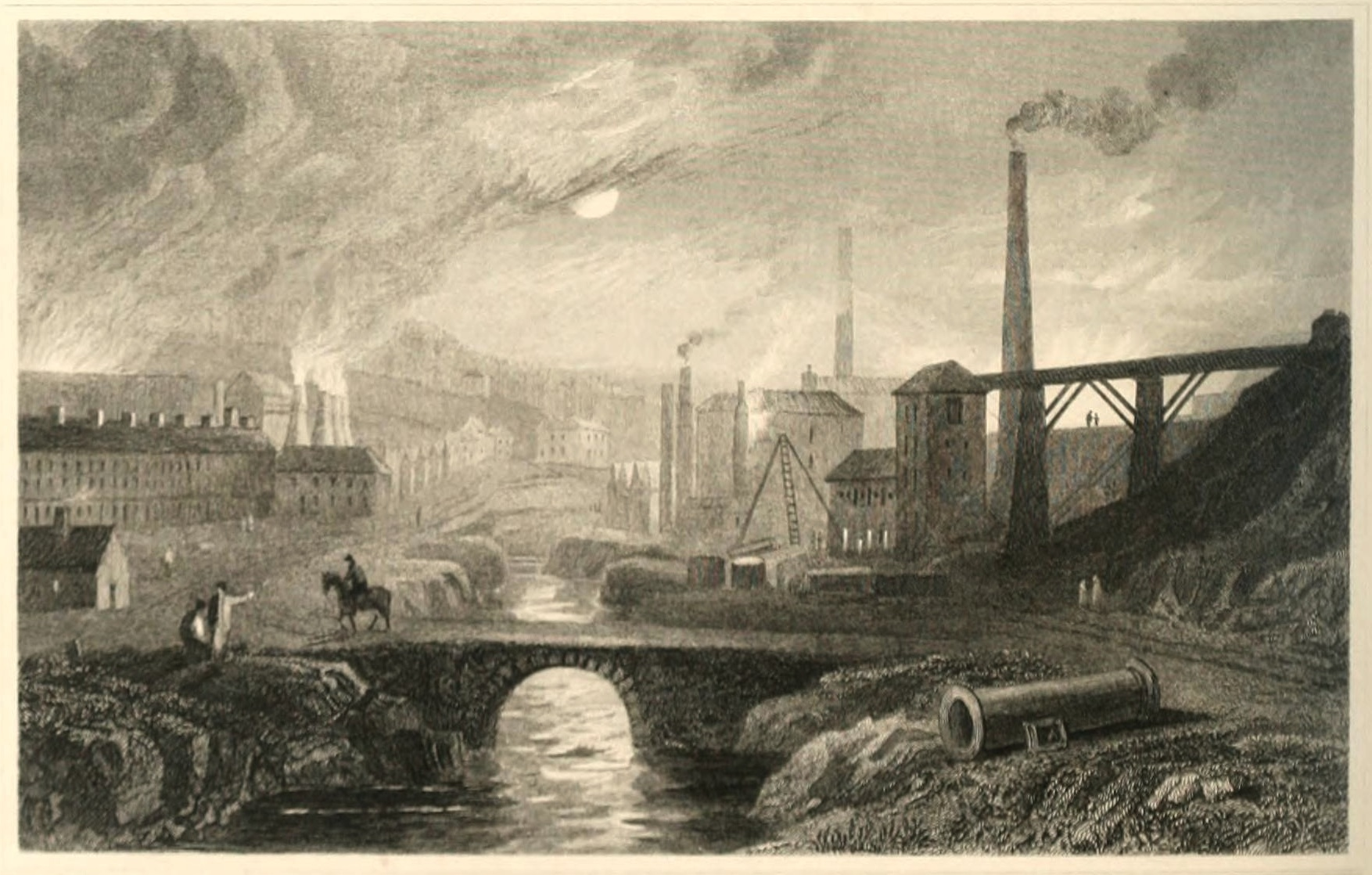
Nantyglo im Jahr 1820

Wie auch die gesamte Region ist Nantyglos Geschichte mit der Industrialisierung der Region durch die Kohleindustrie und ähnliche Wirtschaftszweige verbunden. Zwischen 1791 und 1874 gab es die Nantyglo Ironworks; gut hundert Jahre, von 1830 bis mindestens 1920, existierte in der Kleinstadt ein eigener Minenschacht. Bereits 1861 hatte das Dorf neben einer Eisenbahnverbindung, einem Postbüro, mehreren Kirchen und eben einer blühenden Industrie über 4.400 Einwohner. Verwaltungstechnisch gehörte die heutige Kleinstadt zunächst zu Monmouthshire, in dem es ab 1896 zusammen mit Blaina ein eigenes Urban District Council hervorging, das auch nach Verwaltungsreform 1974, bei der Nantyglo Gwent zugeschlagen wurde, und der neuerlichen Reform 1996 mit der Bildung von Blaenau Gwent County Borough als Community Nantyglo and Blaina weiterexistierte.

## Verkehr und Infrastruktur
Durch die Kleinstadt verläuft die A467 road. Zudem hält eine Buslinie in Nantyglo. Nantyglo hat ein Postamt.

## Bauwerke

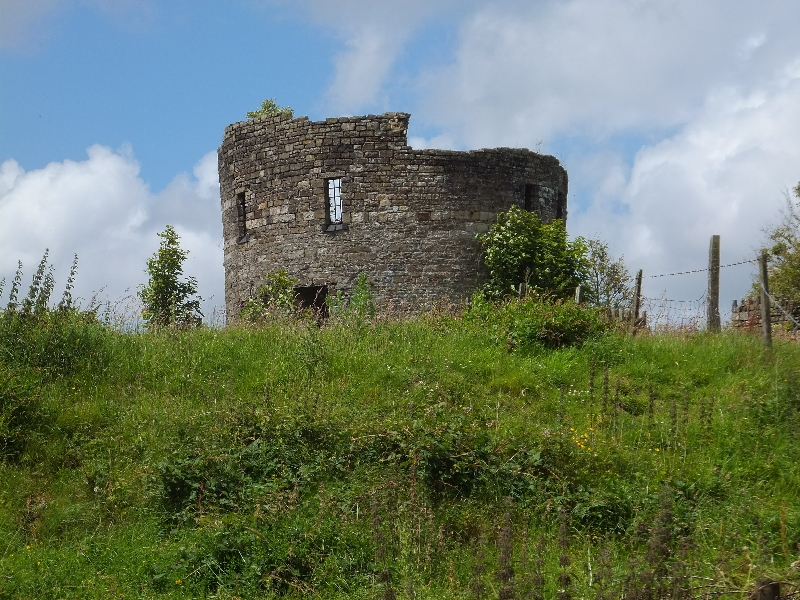
Einer der beiden Round Towers

Sechs Bauwerke in Nantyglo wurden in die Statutory List of Buildings of Special Architectural or Historic Interest aufgenommen, darunter je zwei Farmgebäude, zwei Kirchen und die beiden sogenannten Round Towers. Diese wurden als letzte private Burganlage des Vereinigten Königreichs 1816 von den Fabrikanten und Besitzern der Eisenwerke, den Gebrüdern Bailey, als Verteidigungsanlage gegen Aufstände der Arbeiter errichtet und sind ein Grade II* building.

## Persönlichkeiten
- Peter Law (1948–2006), Politiker